# 28 ربيع الأول
- السبت
- الأحد
- الاثنين
- الثلاثاء
- الأربعاء
- الخميس
- الجمعة

- 2731 أغسطس 2024
- 281 سبتمبر 2024
- 292 سبتمبر 2024
- 303 سبتمبر 2024
- 14 سبتمبر 2024
- 25 سبتمبر 2024
- 36 سبتمبر 2024
- 47 سبتمبر 2024
- 58 سبتمبر 2024
- 69 سبتمبر 2024
- 710 سبتمبر 2024
- 811 سبتمبر 2024
- 912 سبتمبر 2024
- 1013 سبتمبر 2024
- 1114 سبتمبر 2024
- 1215 سبتمبر 2024
- 1316 سبتمبر 2024
- 1417 سبتمبر 2024
- 1518 سبتمبر 2024
- 1619 سبتمبر 2024
- 1720 سبتمبر 2024
- 1821 سبتمبر 2024
- 1922 سبتمبر 2024
- 2023 سبتمبر 2024
- 2124 سبتمبر 2024
- 2225 سبتمبر 2024
- 2326 سبتمبر 2024
- 2427 سبتمبر 2024
- 2528 سبتمبر 2024
- 2629 سبتمبر 2024
- 2730 سبتمبر 2024
- 281 أكتوبر 2024
- 292 أكتوبر 2024
- 303 أكتوبر 2024
- 14 أكتوبر 2024

28 ربيع الأوَّل أو 28 ربيع الأنوار أو يوم 28 \ 3 (اليوم الثامن والعُشرون من الشهر الثالث) هو اليوم السابع والثمانين من أيَّام السنة (أو السادس والثمانين لو كان شهر صفر مُتممًا لليوم الثلاثين) وفق التقويم الهجري القمري (العربي). يبقى بعده 267 أو 268 يومًا لانتهاء السنة.

## أحداث
- 1045 هـ - فتح العثمانيين مدينة تبريز بقيادة السلطان مراد الرابع، وذلك في أثناء الصراع المشتعل بين الدولة العثمانية والدولة الصفوية.
- 1243 هـ - أساطيل الدول الأوروبية الكبرى تدمر الأسطول العثماني في موقعة نافارين قرب السواحل اليونانية، وقد غرقت في هذه المعركة 57 سفينة عثمانية، واستشهد 8 آلاف جندي في 3 ساعات ونصف.
- 1279 هـ - الرئيس الأمريكي إبراهام لنكولن يعلن أن جميع العبيد أحرار ابتداء من أول يناير 1863م دون دفع تعويض لملاكهم.
- 1335 هـ - زلزال في إندونيسيا يؤدي إلى وفاة ما يقارب من 15000 شخص.
- 1358 هـ - الحكومة البريطانية تصدر الكتاب الأبيض والذي نص على استقلال فلسطين وإقامة دولة تضم العرب واليهود على أرضها.
- 1376 هـ -
  - صدور قرار من الجمعية العامة للأمم المتحدة بأغلبية 64 صوتا مقابل خمسة أصوات – بوقف إطلاق النار في الحرب التي أدارتها بريطانيا وفرنسا وإسرائيل، المعروفة بالعدوان الثلاثي على مصر.
  - مصر تصادر ممتلكات الفرنسيين والبريطانيين، وسوريا والأردن يقطعان العلاقات الدبلوماسية مع فرنسا وذلك أثناء العدوان الثلاثي.
- 1404 هـ - استقلال سلطنة بروناي عن المملكة المتحدة.
- 1425 هـ -
  - استشهاد 62 وإصابة 270 فلسطينيا في عملية اجتياح لقوات الاحتلال الإسرائيلي لمخيم رفح جنوب قطاع غزة، كما دمرت القوات الإسرائيلية في هذا الاجتياح 150 منزلا، وشردت أكثر من 330 أسرة تضم أكثر من 1800 فرد.
  - سيارة ملغومة تودي بحياة رئيس مجلس الحكم العراقي الانتقالي عز الدين سليم.
- 1432 هـ - المجلس الأعلى للقوات المسلحة الحاكم في مصر يقبل استقالة رئيس الوزراء أحمد شفيق، ويكلف عصام شرف بتشكيل حكومة جديدة.
- 1435 هـ - رئيس الوزراء التونسي الجديد مهدي جمعة يستلم مهامه رسميا خلفا لعلي العريض بعد أن صادق المجلس الوطني التأسيسي التونسي على حكومته.
- 1446 هـ - إيران توجه ضربة صاروخية بأكثر من 180 صاروخًا نحو إسرائيل.

## مواليد
- 1392 هـ - جيهان نصر، ممثلة مصرية.
- 1404 هـ - محمد غدار، لاعب كرة قدم لبناني.

## وفيات
- 752 هـ - أبو الحسن علي بن عثمان، سلطان المغرب.
- 1340 هـ - عبد البهاء عباس، مؤسس الدين البهائي.
- 1390 هـ - علي الناصر، طبيب وشاعر وكاتب قصصي سوري.
- 1396 هـ - علي أمين، صحافي مصري ومؤسس أخبار اليوم.
- 1403 هـ - عبد الوهاب بن عبد الرحمن الفارس، فقيه حنبلي
- 1425 هـ - عز الدين سليم، رئيس مجلس الحكم العراقي الانتقالي.
- 1440 هـ - طاهر السلمان، فقيه ومدرس وشاعر سعودي.

## وصلات خارجية
- موقع قصة الإسلام: حدث في شهر ربيع الأوَّل.